# Les Journaux de Loire
Les Journaux de Loire est une filiale du Groupe SIPA - Ouest-France.
La dénomination est utilisée, au départ, pour désigner le groupe de journaux édités par la Socpresse Ouest auprès de la Socpresse, propriété de Dassault, racheté en 2005.

## Les titres
- Le Courrier de l'Ouest : 99 231 exemplaires (2011[1]), 99 534 (2007).
- Le Maine libre : 46 145 exemplaires (2011[2]), 47 436 (2006).
- Presse-Océan - L'Éclair : 34 417 exemplaires (2011[3]), 44 576 exemplaires (2006).
- Vendée-Matin : (diffusion arrêtée en juin 2008).
- Loire Hebdo : groupe de presse gratuite (3 titres, 100 000 exemplaires)[4]

## Histoire
Indépendante jusqu'à la fin des années 1940 les titres Le Courrier de l'Ouest et Le Maine libre, « Les Journaux de l'Ouest » entre dans le groupe Amaury (Éditions Philippe Amaury - EPA).
En 1992 la « Socpresse » par ailleurs éditeur du journal Le Figaro, propriété du Groupe Robert Hersant, reprend « Les Journaux de l'Ouest » qui deviennent une filiale à 100 %. La « Socpresse Ouest » est alors créée avec une diversification des activités du groupe notamment avec l'intégration de « Société d'Édition de la Résistance de la Presse de l'Ouest - SERPO » la société éditrice du titre Presse-Océan - L'Éclair en 1981 et de Vendée-Matin. 
Le groupe Groupe Hersant se départ de la société mère des « Journaux de l'Ouest », la Socpresse, qui devient contrôlée à 100 % par « Dassault Communication ». Dassault Communication engage en 2005 l'éclatement du « pôle presse quotidienne régionale » de la Socpresse, sa filiale Socpresse Ouest avec un chiffre d'affaires de 80 millions d'euros était composée de :
- Le Courrier de l'Ouest (quotidienne régionale)
  - Angers 7 (télévision locale - 78 % du capital)
- Le Maine libre (quotidienne régionale)
- Presse-Océan (quotidienne régionale)
  - Vendée-Matin (quotidienne régionale devenu une déclinaison locale de Presse-Océan)
  - Nantes 7 (télévision locale - 49 % du capital)
- Le Football Club Nantes Atlantique (Club de football professionnel).

En décembre 2005, c'est le Groupe SIPA - Ouest-France qui se porte acquéreur de la Socpresse Ouest pour 60 millions d'euros. Le nouvel actionnaire procède à de nombreux changements. Ces restructurations concernant essentiellement le recentrage des activités de l'exercice de presse écrite et à des économies d'échelle, sa nouvelle filiale est rebaptisée « Les Journaux de Loire ». Le titre Presse-Océan est recentré sur Nantes-Saint-Nazaire avec la fermeture des rédactions locales d’Ancenis et de Châteaubriant et du titre Vendée-Matin en 2006.